# Marc Papiri Mugil·là
Marc Papiri Mugil·là (en llatí Marcus Papirius L. F. Mugillanus) va ser un magistrat romà del segle v aC. Formava part de la gens Papíria, i era de la branca dels Mugil·là, d'origen patrici.
Va ser tribú amb potestat consular els anys 418 aC i 416 aC, i elegit cònsol el 411 aC juntament amb Espuri Nauci Rutil. Titus Livi diu que el cònsol del 411 aC es deia Papiri Atratí (Papirius Atratinus), però els Fasti donen el càrrec a Marc Papiri Mugil·là.